# 自分でゆーのもなんですけれど
「自分でゆーのもなんですけれど」（じぶんでゆーのもなんですけれど）は、ニャンギラス通算2枚目のシングル。1986年6月21日発売。発売元はワーナー・パイオニア。

## 解説
- リーダー格である立見里歌は、解散後にソロシングルを1枚リリースしている。タイトルは「そんなつもりじゃなかったのに／立見の青春」（1987年3月18日、最高34位）。

## 収録曲
1. 自分でゆーのもなんですけれど　
  - 作詞: 秋元康 、作曲: 岡原勇里 、編曲: 中村哲
2. ファースト･ダンスは渚で　
  - 作詞: 秋元康 、作曲: 都志見隆 、編曲: 椎名和夫

## 収録作品
- 最初で最後(#1・アルバム・ヴァージョン、#2)
- 家宝(#1)
- おニャン子クラブA面コレクション Vol.2 (#1・アルバム・ヴァージョン)
- おニャン子クラブB面コレクション Vol.2 (#2)